# Vložený vůz

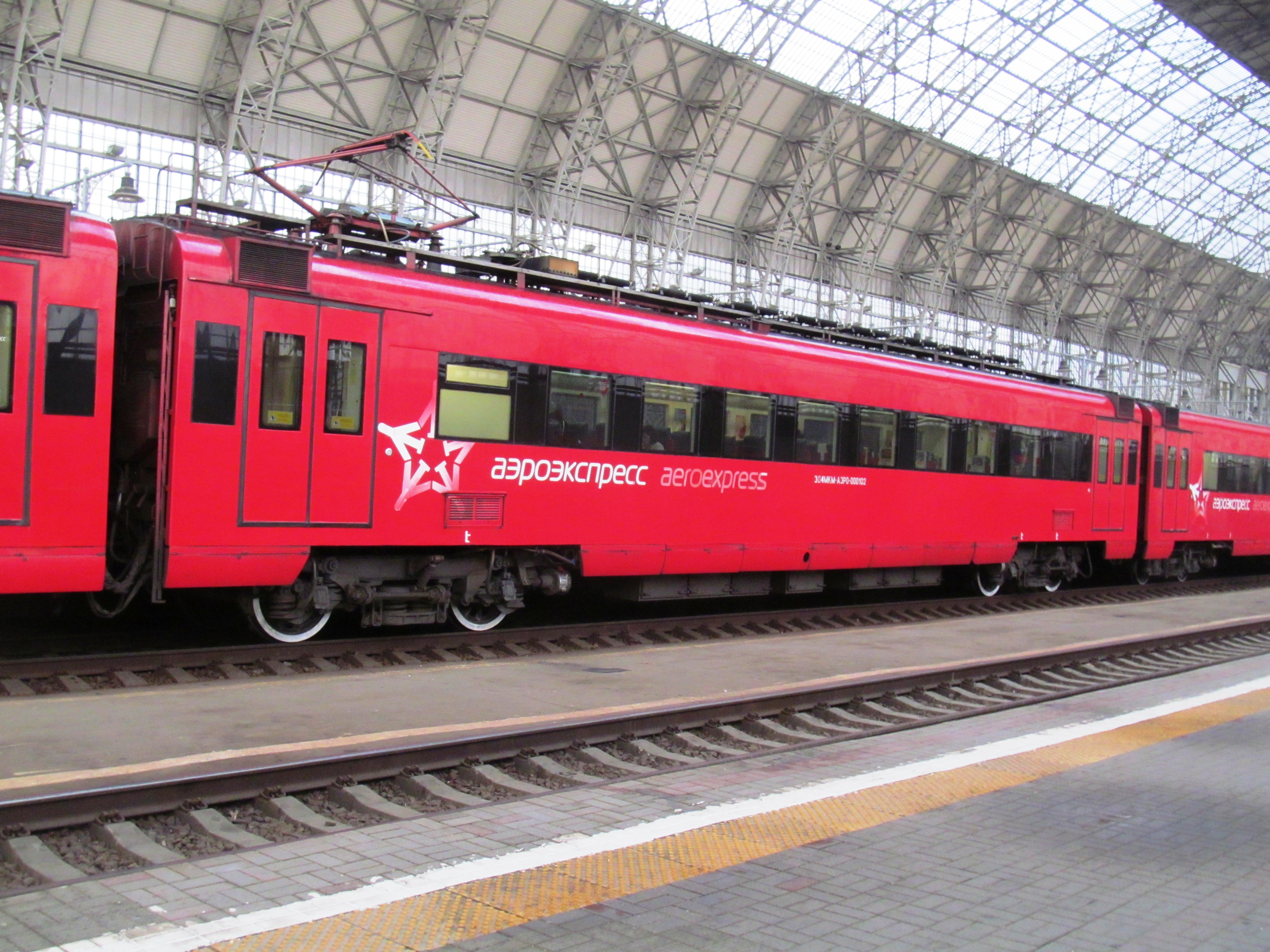
Vložený vůz

Vložený vůz je železniční osobní vůz, který je provozován v ucelených motorových nebo elektrických jednotkách. V běžném provozu je vložený vůz řazen uvnitř jednotky, tj. není ani prvním ani posledním vozem soupravy.
Vložený vůz může být:
- motorový (slouží k pohonu jednotky, ve které je řazen)
- nemotorový (neslouží k pohonu jednotky)